# Liste der Monuments historiques in Yoncq
Die Liste der Monuments historiques in Yoncq führt die Monuments historiques in der französischen Gemeinde Yoncq auf.

## Liste der Objekte
| Bezeichnung                                     | Beschreibung | Standort                     | Kennzeichnung | Schutzstatus | Datum | Bild |
| ----------------------------------------------- | --- | ---------------------------- | ------------- | ------------ | ----- | ---- |
| Skulptur Unterweisung Mariens                   | Holz, farbig gefasst, 19. Jahrhundert; verschwunden                                                                      | in der Kirche St-Rémi (Lage) | PM08001089    | Inscrit      | 1977  |      |
| Skulptur Heiliger Remigius                      | Holz, farbig gefasst, um 1800                                                                                            | in der Kirche St-Rémi (Lage) | PM08001092    | Inscrit      | 1977  |      |
| Chorgestühl                                     | Eichenholz, 19. Jahrhundert                                                                                              | in der Kirche St-Rémi (Lage) | PM08001087    | Inscrit      | 1977  |      |
| Hauptaltar                                      | Altartisch, Tabernakel, Retabel und Gemälde Tauf Chlodwigs; Stein, Marmor, Ölfarbe auf Leinwand, 17. und 18. Jahrhundert | in der Kirche St-Rémi (Lage) | PM08000618    | Classé       | 1970  |      |
| Skulptur Madonna mit Kind                       | Holz, farbig gefasst, erste Hälfte des 19. Jahrhunderts                                                                  | in der Kirche St-Rémi (Lage) | PM08001093    | Inscrit      | 1977  |      |
| Kanzel                                          | Holz, bemalt, 18. Jahrhundert                                                                                            | in der Kirche St-Rémi (Lage) | PM08000617    | Classé       | 1977  |      |
| Kommuniontisch                                  | Guss- und Schmiedeeisen, bemalt und vergoldet, Mitte des 19. Jahrhunderts                                                | in der Kirche St-Rémi (Lage) | PM08001088    | Inscrit      | 1977  |      |
| Skulptur Madonna von der wundertätigen Medaille | Holz, farbig gefasst, Mitte des 19. Jahrhunderts                                                                         | in der Kirche St-Rémi (Lage) | PM08001090    | Inscrit      | 1977  |      |
| Skulptur Heiliger Eligius                       | Holz, farbig gefasst, Mitte des 19. Jahrhunderts                                                                         | in der Kirche St-Rémi (Lage) | PM08001091    | Inscrit      | 1977  |      |